# Глінкова словацька народна партія
Глінкова словацька народна партія (словац. Hlinkova slovenská ľudová strana (HSĽS) — клерикально-націоналістична словацька партія, що існувала в 1906–1945 в Австро-Угорщині, Чехословаччині та Першій Словацькій республіці.

## Назви
- 1906–1925: Словацька народна партія (словац. Slovenská ľudová strana)
- 1925–1938: Глінкова словацька народна партія (словац. Hlinkova Slovenská ľudová strana)
- 1938–1945: Глінкова словацька народна партія — Партія словацької національної єдності (словац. Hlinkova Slovenská ľudová strana - Strana slovenskej národnej ednoty)

## Історія
Неофіційно ДСНП була заснована ще в 1906 М. Годжем, Ф. Скіцаком і А. Ратом, офіційно в 1913, коли брала участь у виборах в австро-угорський парламент. У 1920 р. брала участь у виборах до чехословацького парламенту. Виступала за автономію Словаччини у рамках Чехословаччини. До 1938 року головою партії був Андрій Глінка.
У 1920 партія налічувала 11 953 членів, з 1927 брала участь в уряді, але в 1929 вийшла у зв'язку з арештом Войтеха Тукі. 8 травня 1930 року ДСНП подала проект закону про автономію Словаччини. З середини 30-х тісно співпрацювала зі Словацькою Національною Партією, з ОУН, пізніше і з угорськими та німецько-судетськими сепаратистами. У партії поступово ставали популярні ідеї італійського та австрійського фашизму. 1936 року девізом партії стало: «Один народ, одна партія, один вождь». На той час у ДСНП налічувалося 36 000 членів. 10 жовтня 1938 року проголосила в Жиліні автономію Словаччини. Після проголошення підконтрольної Третій Райху Першої Словацької республіки відбулося злиття з низкою словацьких партій та ДСНП стала фактично єдиною словацькою партією. Опорою партії було католицьке духовенство, підприємці та інтелігенція. ДСНП почала проводити жорстку політику щодо опозиційних лівих сил, але до відкритого терору не скочувалась.
1 вересня 1944 року нелегальна Словацька національна рада заборонила ДСНП на території, контрольованій партизанами. У 1945 році партію було повністю заборонено, її лідерів заарештовано.